# Limnephilus decipiens
Limnephilus decipiens – gatunek owada z rzędu chruścików, z rodziny bagiennikowatych (Limnephilidae).
Gatunek eurosyberyjski, w Europie nie występuje w Hiszpanii, na Półwyspie Apenińskim i w Arktyce. Larwy poławiane w strefie rhitralu, potamalu, w jeziorach i wodach słonawych. Występuje w całej Polsce. Limnebiont, preferuje roślinność wynurzoną strefy szuwarowej i oczeretowej oraz dno bogate w gruboziarnisty detrytus.
Larwy spotykane w jeziorach Niziny Szczecińskiej oraz często w jeziorach Pojezierza Mazurskiego. Larwy łowiono w helofitach: Glyceria, Typha, Phragmites, czasami w szuwarach i na dnie niezarośniętym. Nieliczne larwy łowiono w starorzeczach (w tym jez. Nieciecz) Doliny Narwi. W Wigrach rzadki, w zatokach gęsto zarosłych. W Jeziorze Kierskim (Pojezierze Wielkopolskie) larwy spotykane bardzo często w oczeretach, sporadycznie w Batrachium sp. i Chara sp.
W Finlandii bardzo pospolity, w jeziorach, stawach, zbiornikach okresowych i w zalewach morskich. Larwy łowione w jeziorach Karelii, Estonii, Litwy i Łotwy, wydaje się, że unika zamulenia i wód dystroficznych. W jeziorach Niemiec larwy spotykane wśród skrzypów, czasami w siedliskach bagiennych oraz na bezleśnych brzegach. W Islandii larwy występują w strefie oczeretów i szuwarów w zbiornikach bagiennych. Imagines łowiono nad Balatonem i górskimi jeziorami Jugosławii. Spotykany w jeziorach Europy Zachodniej.